# عبدالمجید (سیاستمدار)
عبدالمجید (زاده: ۱۳۳۳ ولسوالی شیرزاد، ولایت ننگرهار) سیاست‌مدار افغانستانی و نماینده مردم ننگرهار در دوره پانزدهم مجلس نمایندگان افغانستان است.

## زندگی‌نامه
عبدالمجید متولد ۱۳۳۳ از ولسوالی شیرزاد ولایت ننگرهار افغانستان است. وی دارای مدرک تحصیلی لیسانس از دانشکده اقتصاد دانشگاه کابل است.

## دیگر فعالیت‌ها
- کارمند در دستگاه ساختمانی هلند.[۱]
- رئیس انکشاف/توسعه دهات ولایت ننگرهار.[۱]
- قوماندان/فرمانده غند/هنگ خوگیانی[۱]
- عضو حزب محاذ ملی اسلامی افغانستان.[۱]